# USS Reuben James (DD-245)
«Рубен Джеймс» (англ. USS Reuben James (DD-245) — військовий корабель, ескадрений міноносець типу «Клемсон» військово-морських сил США за часів Другої світової війни.
Есмінець «Рубен Джеймс» закладений 2 квітня 1919 року на верфі New York Shipbuilding у Камдені, де 4 жовтня 1919 року корабель був спущений на воду. 24 вересня 1920 року він увійшов до складу ВМС США. Американський есмінець «Рубен Джеймс», що супроводжував конвой HX 156, потоплений торпедою U-552. Перший американський бойовий корабель, утрачений під час війни (ще до офіційного вступу США у війну).

## Історія служби
Після введення до строю переданий в Атлантичний флот. Протягом 1921—1922 років «Рубен Джеймс» проходив службу в Середземному морі. У жовтні 1921 року у Гаврі він приєднався до бронепалубного крейсера «Олімпія», якого супроводжував на церемоніях, присвячених поверненню Невідомого солдата до США. З 29 жовтня 1921 до 3 лютого 1922 року забезпечував підтримку Американській адміністрації допомоги.
З початком війни у Європі у вересні 1939 року його було призначено до Нейтрального патруля, який охороняв підходи в Атлантиці та Карибському басейні до американського узбережжя. У березні 1941 року «Рубен Джеймс» передали до сил, створених для супроводження конвоїв, що прямували до Великої Британії. Ці сили супроводжували конвої аж до Ісландії, після чого конвої переходили під відповідальність британського конвою. Він базувався у Хваль-фіорді, Ісландія.
31 жовтня 1941 року о 08:34 німецький підводний човен U-552 під командуванням капітан-лейтенанта Еріха Топпа здійснив пуск двох торпед по кораблях конвою HX 156 і вразив «Рубен Джеймс» обома. «Рубен Джеймс» супроводжував конвой HX 156 у складі ескортної групи 4.1.3 разом з «Бенсон», «Гілларі Джонс», «Найблек» та «Тарбелл». Унаслідок ураження торпедами американський корабель розколовся навпіл, передня частина відразу затонула з усіма людьми, а корма залишалася на плаву протягом п'яти хвилин. Коли корма затонула, незахищені глибинні заряди вибухнули, в результаті чого деякі, що вижили та були у воді, загинули. «Найблек» забрав 36 матросів (один з них помер від ран 2 листопада), а «Гілларі Джонс» забрав ще десятьох, але всі офіцери загинули.